# Drapelul Ugandei

Raport: 2:3

Drapelul Ugandei a fost adoptat la 9 octombrie 1962, data la care Uganda a devenit independentă față de Regatul Unit. E alcătuit din șase benzi orizontale, de culoare, de sus în jos, neagră, galbenă, roșie, neagră, galbenă roșie, peste care e suprapus un disc alb în centru, cu simbolul național, cocorul gri cu coroană, cu fața către lance. Cele trei culori, luate de la Congresul Popular Ugandez, sunt reprezentative pentru popoarele africane (negrul), soarele african (galbenul) și frăția africană (roșul fiind culoarea sângelui prin care toți africanii sunt legați).
Steagul a fost creat de ministrul ugandez al justiției, Grace Ibingira.